# Kathy Halbreich
Kathy Halbreich (* 24. April 1949 in New York City) ist eine US-amerikanische Kuratorin und Museumsdirektorin.

## Leben und Werk
Kathy Halbreich war zunächst Kuratorin am Museum of Fine Arts, Boston und später Direktorin und Kuratorin des List Visual Arts Center am Massachusetts Institute of Technology. Von 1991 bis 2008 führte sie das Walker Art Center. Ausstellungen von Chantal Akerman, Joseph Beuys, Chuck Close, Bruce Nauman, Kiki Smith und Kara Walker fanden unter ihrer Leitung statt. Halbreich ist seit 2008 stellvertretende Direktorin des Museum of Modern Art in New York.
Als Beauftragte für Nordamerika und Kuba nahm sie an der Organisation der Gwangju Biennale teil. Sie war Beraterin für Carnegie International und Mitglied der Findungskommission der documenta X und dOCUMENTA (13).